# Ernest Lamarle
 (avril 2019).
Si vous disposez d'ouvrages ou d'articles de référence ou si vous connaissez des sites web de qualité traitant du thème abordé ici, merci de compléter l'article en donnant les références utiles à sa vérifiabilité et en les liant à la section « Notes et références ».
Ernest Lamarle, né le 16 septembre 1806 à Calais et mort le 14 mars 1875 à Douai, est un mathématicien et professeur à l’université de Gand. 
Le 17 décembre 1847, il est élu associé de l’Académie royale des sciences, des lettres et des beaux-arts de Belgique. Au cours de sa carrière, il énonce le principe de gyroscope peu de temps avant Léon Foucault.

## Biographie

### Formation
Élève au collège d’Amiens puis au collège Henri IV à Paris, il entre à l'École polytechnique en novembre 1825 et à l'école des Ponts et Chaussées deux ans plus tard. Élève-ingénieur à Dunkerque et aspirant-ingénieur à Arras à partir de mai 1831, il est nommé ingénieur des Ponts et Chaussées de seconde classe en avril 1832. La même année, il devient membre de la société pour l’encouragement des sciences et des arts à Arras.

### Carrière
En 1838, Lamarle est appelé par le gouvernement belge, à l’université de Gand, en remplacement de son beau-frère, Amédée Bommart, comme professeur de construction et comme inspecteur des études à l’École du Génie civil. Il occupe cette fonction jusqu’en 1867. Pendant son séjour en Belgique, il continue à être compté parmi les promotions du corps des Ponts et Chaussées de France et y parvient au grade d’ingénieur en chef. Il est nommé correspondant de la Société royale des sciences de Liège en mai 1843, correspondant de la société d’agriculture, des sciences et des arts du Nord, en novembre 1846. En décembre 1847, il est promu au grade d'associé à l’académie royale de Belgique. En octobre 1844, il est nommé chevalier puis officier de l'ordre de Léopold en novembre 1862. Il a également reçu le titre de chevalier de la légion d'honneur en août 1864 ainsi qu'officier de l'ordre néerlandais de la Couronne de chêne en juin 1868.

### Fin de vie
Il démissionne de ses fonctions en 1867, est admis à l’éméritat, le 2 juin 1871 et habite successivement à Calais et Douai. Il meurt en cette dernière ville, quatre ans plus tard.

## Travaux
Dans la liste de ses écrits publiée dans les Notices biographiques et bibliographiques de l’Académie (édition de 1874, p. 55-58), trois ou quatre articles se rapportent à l’art de l’ingénieur proprement dit. En revanche, il a publié à l’Académie et ailleurs des travaux sur l’analyse, la géométrie infinitésimale et la mécanique. Faute d’avoir suffisamment étudié les ouvrages de Cauchy, faute aussi d’avoir remonté aux sources, pour les écrits de Leibnitz et de Newton sur l’analyse infinitésimale et la mécanique, Lamarle, après le philosophe J.-B. Bordas-Demoulin (1798-1859) et beaucoup d’autres, pensait qu’il y avait encore lieu de s’occuper, vers 1840, de ce que l’on appelait alors la métaphysique du calcul différentiel ; il croyait aussi, à tort, que les méthodes de Leibnitz, de Newton et de Cauchy sont substantiellement différentes. Il fut ainsi amené à écrire plusieurs mémoires sur les principes du calcul différentiel et sur les développements en série, où il aurait refait sous une autre forme ce qui avait été fait définitivement par Cauchy : entre autres Notions sur la puissance et la force considérées dans les effets qui leur servent de mesure, la métaphysique du calcul différentiel et le principe des vitesses virtuelles. Dans son Étude approfondie sur deux équations fondamentales du calcul différentiel, il essayait de démontrer que toute fonction continue a une dérivée. Il n’y réussit pas et ne pouvait pas réussir puisqu’il y a une infinité de fonctions continues sans dérivée. Cependant par la suite, il fit plusieurs remarques et des distinctions subtiles sur la borne supérieure et la borne inférieure des rapports (Δy : Δx), pour Δx positif ou négatif, que l’on retrouve dans les recherches analogues ultérieures de tous ceux qui se sont occupés de l'existence ou de la non-existence de la dérivée de fonctions particulières, ou même, comme Hankel et Gilbert, de la question générale de l'existence de la dérivée. D'ailleurs, tous les travaux d'analyse de Lamarle, même ceux qui précèdent l'Étude approfondie, renferment, au point de vue de l'enseignement, des remarques ingénieuses dont les géomètres belges venus après lui ont fait leur profit. Les travaux géométriques de Lamarle constituent la partie la plus originale de son œuvre et celle dont la valeur est la plus durable. 
L'idée fondamentale qui est la base de toutes les recherches géométriques de Lamarle se trouve déjà dans une « note sur la métaphysique du calcul différentiel » : « Une courbe est le lieu d'un point qui se meut sur une droite, tandis que la droite s'infléchit par un mouvement de rotation dont ce point reste toujours le centre. La droite est la tangente à la courbe. » Ce principe qui, dit P. Mansion, implique l'existence et la continuité de la dérivée de la fonction qui représente la courbe, est cependant suffisamment intuitif, au point de vue cinématique pour permettre à l'auteur de retrouver sous forme personnelle, non seulement les principes de l'analyse infinitésimale, avec leurs applications habituelles analytiques ou géométriques, mais aussi un grand nombre de propriétés anciennes ou nouvelles d'accès très difficile sur la courbure des lignes et des surfaces, sur les surfaces applicables.

## Publications
- « Notes sur le théorème de Cauchy relatif au développement des fonctions en série », Journal de mathématiques pures et appliquées, t. XI, 1846, p. 129 lire en ligne sur Gallica
- Essai sur les principes fondamentaux de l’analyse transcendante, Liège, H. Dessain, 1845 lire sur Google Livres
- Bulletins de l’académie notes et mémoires (contribution), 1846
- Journal de Liouville notes et mémoires (contribution), 1847
- Les lettres de l’abus de l’infini insérées dans Le Moniteur de l’enseignement , 1852
- Note sur l’emploi de l’infini dans l’enseignement des mathématiciens élémentaires  Mem de l’Acad. ; t. XXVII, 1853
- Étude approfondie sur deux équations fondamentales du calcul différentiel Mém. De l’acad., t. XXIX, 118 pp. in-4°, 1863